# Jagdstaffel 66

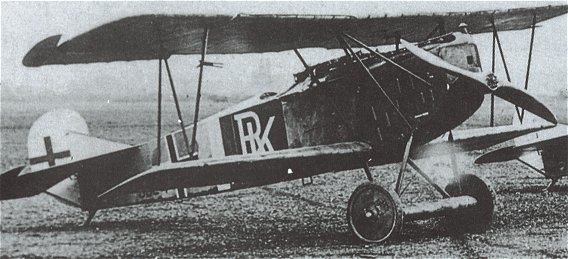
Fokker D.VII należący do Jasta 66

Jagdstaffel 66 – Königlich Preußische Jagdstaffel Nr. 66 – Jasta 66 jednostka lotnictwa niemieckiego Luftstreitkräfte z okresu I wojny światowej.

## Informacje ogólne
Jednostka została utworzona 26 stycznia 1918 we Fliegerersatz Abteilung Nr. 5 w Hannowerze. Pierwszym dowódcą eskadry został ppor. Rudolf Windisch z Jagdstaffel 50. Zdolność operacyjną jednostka uzyskała 5 lutego. 12 lutego została przeniesiona do obszaru 7 Armii i stacjonowała na lotnisku w St. Gobert. Pod dowództwem 7 Armii eskadra pozostała do zakończenia wojny, należała do Jagdgruppe 5. Pierwsze zwycięstwo 15 lutego odniósł jej dowódca Rudolf Windisch. Po jego śmierci 27 maja 1918 roku na dowódcę został mianowany por. Wilhelm Schulz z Jagdstaffel 41.
Od 19 września dowództwo eskadry objął por. Werner Preuss, który na tym stanowisku pozostał do końca wojny.
Eskadra walczyła między innymi na samolotach Fokker D.VII.
Jasta 66 w całym okresie wojny odniosła ponad 97 zwycięstw nad samolotami nieprzyjaciela w tym 7 balonami. W okresie od lutego 1918 do listopada 1918 roku jej straty wynosiły 6 zabitych w walce oraz 2 w niewoli i 1 zmarły w niewoli.
Łącznie przez jej personel przeszło 9 asów myśliwskich:
Artur Laumann (23), Werner Preuss, Rudolf Windisch (14), Paul Turck (5), Erich Sonneck (6), Otto Bieleit (5), Wilhelm Schulz (2), Konrad Schwartz (1), Kurt-Bertram von Döring

## Dowódcy Eskadry
| Stopień      | Nazwisko                | Okres                   |
| ------------ | ----------------------- | ----------------------- |
| Podporucznik | Rudolf Windisch         | 26.01.1918 – 27.05.1918 |
| Podporucznik | Wilhelm Schulz          | 27.05.1918 – 25.06.1918 |
| Podporucznik | Lambert Schutt          | 25.06.1918 – 15.07.1918 |
| Porucznik    | Konrad Schwartz         | 15.07.1918 – 18.07.1918 |
| Podporucznik | Artur Laumann           | 18.07.1918 – 11.08.1918 |
| Rotmistrz    | Kurt-Bertram von Döring | 11.08.1918 – 24.08.1918 |
| Kapitan      | Bruno von Voigt         | 24.08.1918 – 19.09.1918 |
| Podporucznik | Werner Preuss           | 19.09.1918 – 11.11.1918 |